# 小行星3701
小行星3701（英語：3701 Purkyne）是一颗围绕太阳公转的小行星。1985年2月20日，安東寧·姆爾科斯在克列特发现了此天体。
这颗小行星的绝对星等为297.8040258947907等。